# Reiter (Familienname)
Reiter ist ein Familienname.

## Namensträger

### A
- Achim Reiter, deutscher Basketballspieler
- Albert Reiter (1905–1970), österreichischer Musikpädagoge
- Alfred Reiter (Radsportler) (* 1933), österreichischer Radrennfahrer
- Alfred Reiter (* 1965), deutscher Opernsänger (Bass)
- Alois Reiter (* 1968), deutscher Biathlet
- Annette Gerok-Reiter (* 1961), deutsche Germanistin und Hochschullehrerin
- Anton Reiter (* 1954), österreichischer Multimedia-Didaktiker und Autor
- Antoni Reiter (1950–1986), polnischer Judoka

### B
- Bernd Reiter (* 1982), österreichischer Jazzmusiker
- Bernd Scholz-Reiter (* 1957), deutscher Wirtschaftsingenieur und Hochschullehrer
- Bernhard Reiter (* 1969), deutscher Gastronom und Autor
- Brady Reiter (* 2000), US-amerikanische Schauspielerin
- Bruno Genrichowitsch Reiter (1941–2019), russischer Wissenschaftler und Politiker

### C
- Carina Reiter (* 1988), österreichische Politikerin (ÖVP)
- Christian Reiter (Mediziner) (* 1955), österreichischer Gerichtsmediziner
- Christian Reiter (Jurist) (* 1971), deutscher Jurist
- Christian Reiter (Volleyballspieler) (* 1972), österreichischer Volleyball- und Beachvolleyballspieler
- Christian Reiter (Poolbillardspieler), österreichischer Poolbillardspieler
- Christian Reiter (Skispringer) (* 1992), österreichischer Skispringer
- Claude Reiter (* 1981), luxemburgischer Fußballspieler
- Cornelia Reiter (1964–2015), österreichische Museumskuratorin

### D
- Daniel Reiter (* 1983), österreichischer Fußballspieler
- Dieter Reiter (* 1958), deutscher Politiker, Oberbürgermeister von München
- Dominic Reiter (* 1995), deutscher Biathlet
- Dominik Reiter (* 1998), österreichischer Fußballspieler

### E
- Edda Seidl-Reiter (1940–2022), österreichische Malerin
- Ehud Reiter (* 1960), israelisch-US-amerikanischer Wissenschaftler und Hochschullehrer
- Emanuel Reiter (* 1984), deutsch-schweizerischer Musiker
- Erich Reiter (1944–2015), österreichischer Jurist, Politikwissenschaftler und Ministerialbeamter
- Ernst Reiter (Musiker) (1814–1875), Schweizer Violinist, Dirigent und Komponist
- Ernst Reiter (Sänger) (1897–?), Schweizer Sänger, Gesangspädagoge und Komponist
- Ernst Reiter (Theologe) (1926–2025), deutscher Kirchenhistoriker und Hochschullehrer
- Ernst Reiter (Biathlet) (* 1962), deutscher Biathlet
- Erwin Reiter (1933–2015), österreichischer Bildhauer

### F
- Fabian Reiter (* 1970), deutscher Papyrologe
- Ferdinand Reiter (Journalist) (1889–1957), österreichischer Schriftsteller und Journalist
- Ferdinand Reiter (Politiker) (1926–2013), österreichischer Politiker (ÖVP)
- Finn Reiter (* 2007), österreichischer Schauspieler
- Florian C. Reiter (* 1948), deutscher Sinologe
- Franz Reiter (Maler, 1875) (1875–1918), österreichischer Maler
- Franz Reiter (Maler, 1899) (1899–1978), österreichischer Maler und Grafiker
- Franz Reiter (Fußballspieler) (1943–2022), österreichischer Fußballspieler
- Franz Reiter (Politiker) (* 1962), österreichischer Politiker (SPÖ)
- Franz Richard Reiter (1952–2025), österreichischer Herausgeber und Publizist
- Friedel Bohny-Reiter (1912–2001), Schweizer Krankenschwester
- Friedrich Reiter (* 1938), deutscher Künstler
- Fritz Reiter (1900–1971), deutscher Brauingenieur

### G
- Georg Reiter (* 1986), österreichischer Judoka
- Greg Reiter (1963–2015), US-amerikanischer Manager
- Günter Reiter (* 1960), österreichischer Physiker und Hochschullehrer
- Günther Reiter (* 1949), österreichischer Politiker (SPÖ)

### H
- Hannes Reiter (* 1981), österreichischer Skirennläufer
- Hans Reiter (Mediziner) (1881–1969), deutscher Bakteriologe und Hygieniker
- Hans Reiter (Politiker) (1901–1973), deutscher Politiker (NSDAP)
- Hans Reiter (Mathematiker) (1921–1992), österreichischer Mathematiker
- Hans Reiter (Segler) (* 1944), Segelsportler der Amerikanischen Jungferninseln
- Hans Reiter (Verwaltungsjurist) (* 1960), deutscher politischer Beamter
- Harald Reiter (* 1961), deutscher Jurist und Richter am Bundesgerichtshof
- Hedwig Reiter (1922–2013), deutsche Politikerin (CDU), MdL Saarland
- Heidi Reiter (* 1953), österreichische Politikerin (Grüne), Salzburger Landtagsabgeordnete
- Heike Reiter (* 1969), deutsche Schriftstellerin
- Heinrich Reiter (1930–2022), deutscher Jurist
- Herbert Reiter (* 1968), österreichischer Schriftsteller
- Hermann Reiter (1933–2005), österreichischer Lehrer, Komponist und Chorleiter
- Herta Reiter (* 1957), österreichische Judoka
- Herwig Reiter (* 1941), österreichischer Dirigent und Komponist
- Horst Reiter, deutscher Filmeditor

### I
- Ilse Reiter (1920–2009), deutsche Politikerin (DPS), MdL Saarland
- Ilse Reiter-Zatloukal (* 1960), österreichische Rechtshistorikerin und Hochschullehrerin
- Isolde Schmid-Reiter, österreichische Theaterwissenschaftlerin

### J
- Janusz Reiter (* 1952), polnischer Diplomat
- Jessica Reiter (* 1974), deutsche Fußballspielerin
- Jimmy Reiter (* 1975), deutscher Bluesmusiker
- Joakim Reiter (* 1974), schwedischer Diplomat
- Jochen Reiter (* 1941), österreichischer Skeletonsportler
- Joerg Reiter (1958–2015), deutscher Jazzpianist und Komponist
- Johann Reiter (Musiker) (* 1949), österreichischer Musiker
- Johann Baptist Reiter (1813–1890), österreichischer Maler
- Johann Evangelist Reiter (1764–1835), deutscher Pfarrer und Geometer
- Johann Jacob Reiter (1591–1623), deutscher Mediziner
- Johann Maria Reiter OFM (1851–1924), österreichischer Franziskaner, Architekt und Maler
- Johannes Reiter (1944–2020), deutscher Theologe und Hochschullehrer
- Jonas Reiter (* 1996), deutscher Politiker (CDU)
- Josef Reiter (Theologe) (1805–1876), österreichischer Theologe
- Josef Reiter (Politiker, I), deutscher Politiker, MdL Württemberg
- Josef Reiter (Ingenieur) (1840–1903), tschechischer Bauingenieur
- Josef Reiter (Musiker, 1845) (1845–1931), österreichischer Kapellmeister und Musikpädagoge
- Josef Reiter (Komponist) (1862–1939), österreichischer Kapellmeister, Komponist und Musikpädagoge
- Josef Reiter (SS-Mitglied), österreichischer SS-Sturmbannführer und Politiker, Oberbürgermeister von Straubing
- Josef Reiter (Politiker, 1890) (1890–1981), österreichischer Landwirt und Politiker (ÖVP), Nationalrat
- Josef Reiter (Philosoph) (* 1937), deutscher Philosoph und Hochschullehrer
- Josef Reiter (Komponist, 1957) (* 1957), österreichischer Komponist
- Josef Reiter (Judoka) (* 1959), österreichischer Judoka
- Julius Reiter (* 1964), deutscher Rechtswissenschaftler und Hochschullehrer
- Justin Reiter (* 1981), US-amerikanischer Snowboarder

### K
- Käte Reiter (1927–2013), deutsche Schriftstellerin
- Karl Reiter (1888–1962), deutscher Generalarzt
- Kelly Lynn Reiter (* 1997), US-amerikanische Schauspielerin
- Kim Reiter (* 1992), deutscher Handballspieler

### L
- Leopold Reiter (1871–1946), österreichischer Komponist und Verlagslektor
- Ludwig Reiter (Kulturhistoriker) (Pseudonym Berthold Dietrich; 1895–1984), österreichischer Kulturhistoriker und Schriftsteller
- Ludwig Reiter (Psychotherapeut) (* 1938), österreichischer Psychotherapeut
- Ľudovít Reiter (1915–1999), tschechoslowakischer Schauspieler

### M
- Margit Reiter (* 1963), österreichische Historikerin
- Maria Reiter (1909–1992), deutsche Verlobte von Adolf Hitler
- Maria Reiter (Musikerin) (* 1968), deutsche Akkordeonistin
- Mario Reiter (Skirennläufer) (* 1970), österreichischer Skirennläufer
- Mario Reiter (Fußballspieler) (* 1986), österreichischer Fußballspieler
- Markus Reiter (Autor) (* 1968), deutscher Autor
- Markus Reiter (Politiker) (* 1971), österreichischer Politiker (Grüne)
- Markus Reiter (Fußballspieler) (* 1976), deutscher Fußballspieler und -trainer
- Martin Reiter (Autor) (* 1963), österreichischer Verleger und Autor
- Martin Reiter (Szenenbildner) (* 1966), österreichischer Szenenbildner
- Martin Reiter (Musiker) (* 1978), österreichischer Musiker, Komponist und Arrangeur
- Martin Reiter (Streethockeyspieler) (* 1982), deutscher Streethockeyspieler
- Martin Reiter (Fußballspieler) (* 1983), deutscher Fußballspieler
- Martin Reiter (Eishockeyspieler) (* 1992), deutscher Eishockeyspieler
- Matthäus Reiter (1750–1828), deutscher römisch-katholischer Geistlicher, Theologe und Schriftsteller
- Max Andrejewitsch Reiter (1886–1950), sowjetischer Generaloberst
- Melchior Reiter (1919–2007), deutscher Pharmakologe, Toxikologe und Hochschullehrer
- Michael Reiter (Mediziner) (1802–1876), deutscher Mediziner
- Michael Reiter (Schauspieler), österreichischer Schauspieler
- Michael Reiter (Biathlet) (* 1988), österreichischer Skilangläufer und Biathlet
- Moritz Reiter (* 1981/1982), deutscher Basketballschiedsrichter

### N
- Nina Reiter (* 1991), österreichische Jazzmusikerin
- Norbert Reiter (1928–2009), deutscher Sprachwissenschaftler und Hochschullehrer

### P
- Patrick Reiter (* 1972), österreichischer Judoka
- Patrik Reiter (* 1995), österreichischer Tenor
- Paul Reiter (Mediziner) (Paul J. Reiter; 1895–1973), dänischer Psychiater und Publizist
- Paul Reiter (Anthropologe) (1909–1953), US-amerikanischer Anthropologe
- Paul Reiter (Entomologe), britischer Entomologe und Hochschullehrer
- Peter Reiter (Fußballspieler, 1937) (1937–2007), österreichischer Fußballspieler
- Peter Reiter (Pianist) (* 1959), deutscher Jazzmusiker
- Peter Reiter (Judoka) (* 1960), österreichischer Judoka
- Peter Reiter (Physiker), deutscher Physiker und Hochschullehrer
- Peter Reiter (Fußballspieler, 1982) (* 1982), österreichischer Fußballspieler
- Philipp Reiter (* 1991), deutscher Skibergsteiger und Trailläufer

### R
- Ray Reiter (Raymond Reiter; 1939–2002), kanadischer Informatiker und Logiker
- Reinhold Reiter (1920–1998), deutscher Biometeorologe
- Richard Reiter (1947–2024), US-amerikanischer Jazzmusiker
- Róbert Reiter (1899–1989), rumäniendeutscher Lyriker, Publizist und Kulturhistoriker, siehe Franz Liebhard
- Robert Reiter (* 1932), Künstler
- Rolf Reiter (* 1955), deutscher Ingenieur
- Rosa-Maria Reiter (* 1968/1969), deutsche Richterin
- Rudolf Reiter (Politiker) (1930–2015), deutscher Maschinenbauingenieur, Hochschullehrer und bayerischer Senator
- Rudolf L. Reiter (1944–2019), deutscher Maler und Bildhauer

### S
- Sabine Reiter (* 1958), deutsche Politikerin (SPD), MdA Berlin
- Sabine Harter-Reiter, österreichische Erziehungswissenschaftlerin und Hochschullehrerin
- Sabrina Reiter (* 1983), österreichische Schauspielerin
- Siegfried Reiter (1863–1943), österreichischer Klassischer Philologe
- Stella Reiter-Theil (* 1955), Schweizer Psychologin, Medizinethikerin und Hochschullehrerin

### T
- Thomas Reiter (* 1958), deutscher Raumfahrer
- Tobias Reiter (* 1985), deutscher Biathlet

### U
- Udo Reiter (1944–2014), deutscher Journalist und Rundfunkintendant

### W
- Walter Reiter (* vor 1948), britischer Violinist, Dirigent und Musikpädagoge
- Wilhelm Arthur Reiter (1886–1974), US-amerikanischer Geologe
- William J. Reiter (1889–1979), US-amerikanischer Regieassistent
- Wolfgang Reiter (Kulturwissenschaftler) (* 1955), österreichischer Kulturwissenschaftler und Theaterleiter
- Wolfgang Maria Reiter (* 1957), österreichischer Komponist und Künstler